# فوهة تشيكشولوب

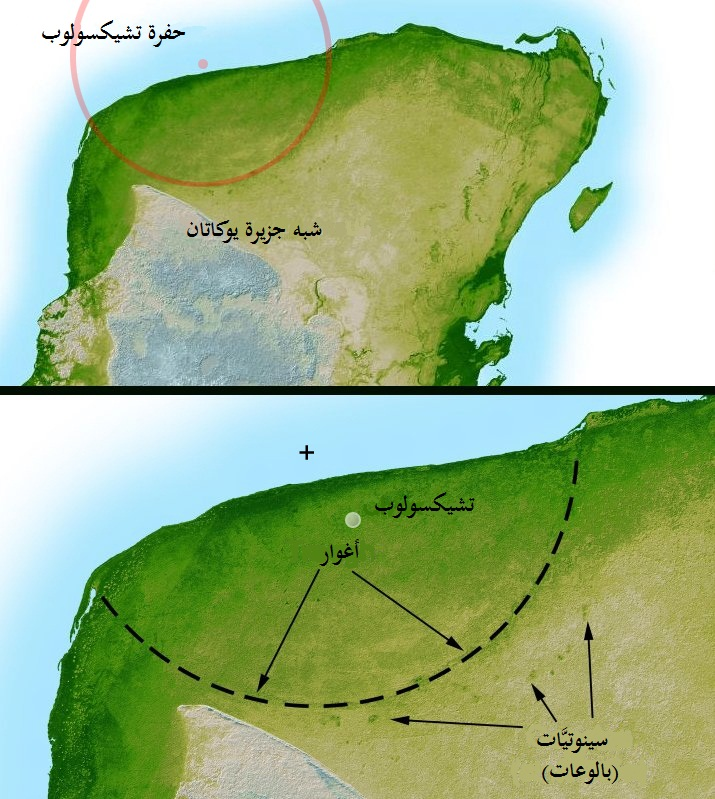
التصوير من رادار المكوك ناسا يظهر معلومات حول التضاريس من بعثة STS-99 ويكشف جزءا بقطر 180 كيلومترا (112 ميل).

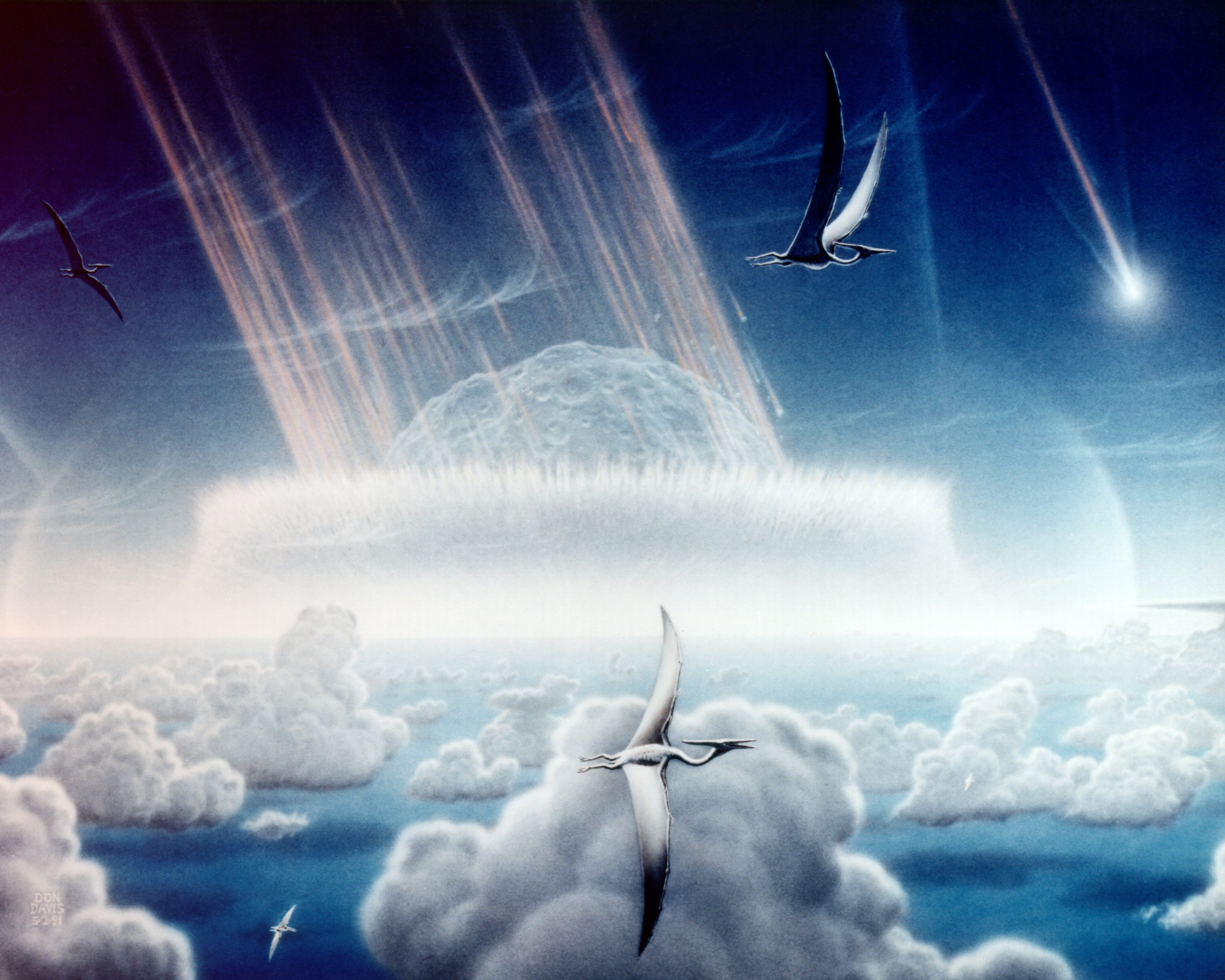
فن تخيلي للاصطدام

فوهة تشيكشولوب (Chicxulub crater) هي فوهة صدمية من أواخر الحقبة الوسطى (نحو 66 مليون سنة) دفنت تحت شبه جزيرة يوكاتان في المكسيك. يقع مركزها قرب بلدة تشيكشولوب وإليها تنسب. قطرها أكبر من 180 كم (110 ميل). عمر التأثير الكويكبي تشيكشولوب في حدود الطباشيري-الباليوجين (K–Pg boundary) تتزامن على وجه التحديد، مما يؤدي إلى استنتاج أن سبب الحفرة هو السبب نفسه الذي أدى إلى انقراض الديناصورات والمخلوقات الأخرى على الأرض.
تم اكتشاف الحفرة من قبل أنطونيو كامارغو (Antonio Camargo) وبنفيلد غلين (Glen Penfield)، اللذين كانا يعملان في يوكاتان في التنقيب على النفط خلال 1970.
عمر الصخور يدل على أنها تعود من أثر نهاية العصر الطباشيري أي حوالي 66 مليون سنة مضت. وأقرب النظريات العلمية حول «انقراض العصر الطباشيري-الثلاثي» أن السبب هو هذا المذنب الذي سقط بهذه الحفرة مسببًا حجب الشمس وتغيير المناخ.
في مارس 2010، وبعد تحليل مستفيض للأدلة المتاحة خلص الخبراء إلى أن المذنب هو سبب الانقراض الجماعي لنصف أشكال الحياة القديمة.

## الكشف

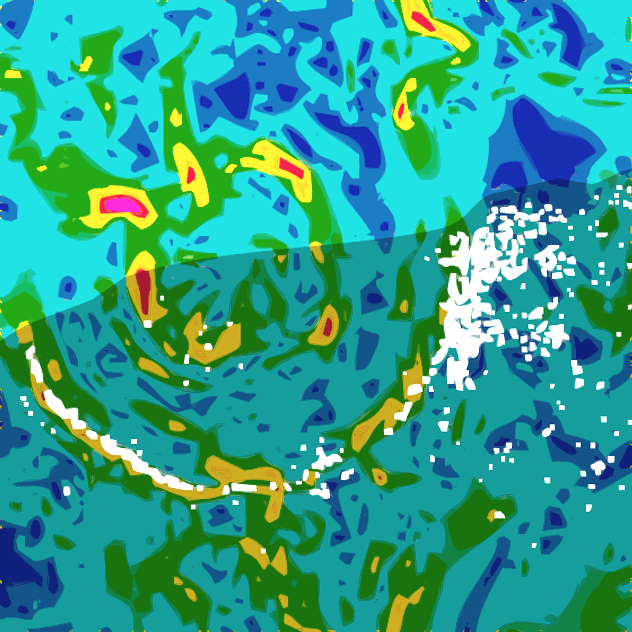
رسم يشرح خريطة الموضع من فوهة تشيكشولوب. الأحمر والأصفر هي أعلى مستوى الجاذبية؛ الخضراء والزرقاء هي أدنى مستوى الجاذبية. مناطق بيضاء تشير إلى المجاري، المنطقة المظللة هي شبه جزيرة يوكاتان.

في عام 1978، كان الجيوفيزيائيين أنطونيو كامارغو وبنفيلد غلين يعملان لحساب شركة النفط المكسيكية المملوكة للدولة بيميكس، كجزء من المسح المغناطيسي الجوي التابع لخليج المكسيك شمال شبه جزيرة يوكاتان. وكانت مهمة بنفيلد هي استخدام البيانات الجيوفيزيائية لاستكشاف المواقع المحتملة للتنقيب عن النفط. وفي البيانات، وجد بنفيلد قوسًا ضخمًا تحت الماء مع «تماثل غير عادي» في قطر 70 كم (40 ميلا). ولكن كان ممنوعًا عليه أن ينشر استنتاجه بسبب سياسة بيميكس في ذلك الوقت. وعثر بنفيلد على قوس آخر في شبه الجزيرة نفسها شمال المشار إليه أولا.وبمقارنة الخريطتين، وجد أقواسًا منفصلة شكلت دائرة واسعة على بعد 180 كيلومترا (111 ميل)، تركزت بالقرب من قرية يوكاتان.
لم تسمح بيميكس لبنفيلد وكامارغو انطونيو بالإفراج عن نتائج بيانات محددة إلا في 1981 في مؤتمر جمعية الاستكشاف علماء جيولوجيا. وفي هذا المؤتمر العام لم يحظ تقريرهم باهتمام يذكر. حيث أن بنفيلد كان لديه الكثير من البيانات الجيوفيزيائية، ولم يكن لديه عن الصخور أدلة مادية أخرى ذات تأثير.
في نفس الوقت، طرح العالم لويس والتر ألفاريز فرضيته التي تقول: «أن جرما فضائيًا هائلًا من خارج الأرض قد ضرب الأرض» غير مدرك لاكتشاف بنفيلد، وعام 1981 نشر آلان. ر هيلدبراند وويليام بوينتون نظرية الارتطامات بالأرض واقترحوا حفرة مرشحة. وشملت الأدلة على الطين الأخضر والبني مع فائض الإريديوم والتي تحتوي على صدم الكوارتز والحبوب الصغيرة. هذه الرواسب وجدت في العديد من المواقع ولكن يبدوا أنها تتركز في منطقة البحر الكاريبي في الحدود (ط-ب) (K-PG). لذلك عندما اكتشف الأستاذ الهايتي فلورينتبن موراس ما يعتقد أنه دليل على وجود بركان قديم في هايتي اقترح هيلدبراند، أنه يمكن أن يكون ميزة تدل على حدوث اصطدام قريب. وكشفت الاختبارات التي أجريت على عينات مسترجعة من الحدود (ط-ب) (K-PG) أنها شكلت فقط في حرارة ارتطام الكويكبات وذات الإنتاجية العالية من التفجيرات النووية.
في عام 1990، هيوستن كرونيكل كارلوس مراسل بايرز أخبر هيلدبراند عن اكتشاف بنفيلد في وقت سابق الذي يدل على حفرة صدمية محتملة. فاتصل هيلدبراند بنفيلد في أبريل 1990 وقد أمن الرجلان لاحقًا عينات من حفر بئرين من آبار بيميكس حيث تكمن في نيو اورليانز. واختبر فريق هيلدبراند العينات، التي أظهرت بوضوح المواد التي تظهر صدمة متحولة. وقام فريق من الباحثين في كاليفورنيا بمن فيهم البابا كيفن'، أدريانا أوكامبو، وتشارلز ممل حيث درسوا صور الأقمار الصناعية الإقليمية في عام 1996، وجدت سينك هول (سينوتي) حلقة تتمحور حول تشيكشولوب ينطبق مع ما شاهده بنفيلد في وقت سابق.

## تفاصيل الارتطام

رسم متحرك يبين تأثير الإرتطام، وبعد تشكيل الحفرة (الصور الفضائية من جامعة أريزونا، مركز).
[//upload.wikimedia.org/wikipedia/commons/d/d9/Chicxulub-animation.gif انقر هنا لمشاهدة الرسوم المتحركة

### التأثير
تسبب الارتطام في بعض من أكبر موجات التسونامى العظمى في تاريخ الأرض. وانتشرت سحابة فائقة من الرماد الساخن والغبار والبخار من فوهة البركان كما حفر النيزك تحت الأرض في زمن أقل من ثانية. وانطلقت الأحجار جنبا إلى جنب مع قطع من النيزك، خارج الغلاف الجوي من جراء الانفجار، فكان أن تم تسخينها إلى درجة التوهج لدى عودتها، وكان تأثيرها حارقا لسطح الأرض أدى إلى إشعال حرائق بالغابات، وفي الوقت نفسه، موجات صدمية ضخمة كان لها أثر كبير لإحداث الزلازل وثورات البراكين. كان من الممكن أن يغطي الانبعاثات من الغبار والجسيمات كامل سطح الأرض لعدة سنوات، وربما عقد من الزمن، وخلق بيئة قاسية للكائنات الحية.وكان إنتاج ثاني أكسيد الكربون الحادث من الارتطام والناجم عن تدمير الصخور الكربونية كان سيؤدي إلى ظاهرة الاحتباس الحراري بشكل فجائي. على مدى فترة أطول، لكان قد تم حظر أشعة الشمس من الوصول إلى سطح الأرض من ذرات الغبار في الجو، تبريد سطح بشكل كبير. التمثيل الضوئي من النباتات أيضا انقطعت، مما ييسبب اضطراب كامل على السلسلة الغذائية. إن نموذجا لهذا الحدث الذي وضعه لوماكس وآخرون. (2001) تشير إلى أن معدلات صافي الإنتاجية الأولية (NPP) قد زادت إلى أعلى أكثر من مستويات ما قبل الصدمة النيزكية على المدى الطويل بسبب ارتفاع تركيزات ثاني أكسيد الكربون. وكان التأثير على المدى البعيد لأثر إنشاء الحوض الرسوبي التي «أنتجت في النهاية الظروف المواتية لظهور المستوطنات البشرية في المنطقة، حيث المياه السطحية نادرة.»

### تشيكشولوب والانقراض الجماعي
تدعم حفرة تشيكشولوب نظرية أسست على يد لويس والتر ألفاريز وابنه، والتر ألفاري، أن انقراض العديد من الحيوانات والمجموعات النباتية، بما في ذلك الديناصورات، التي ربما تكون قد نجمت من أثر الشهاب المتفجر ونجم عنه (حدث الانقراض الطباشيري-باليوجيني). في الوقت الذي كان فيه لويس ووالتر ألفاريز من أعضاء هيئة التدريس في جامعة كاليفورنيا، بيركلي، افترضا أن هذا الحدث قد يكون سببا لظرف الانقراض الهائل، الذي كان معاصرا تقريبا مع التاريخ المفترض لتشكيل حفرة تشيكشولوب، فيمكن أن يكون ناجما إلا عن مجرد مثل هذا التأثير الكبير.
الدليل الرئيسي من مثل هذا الأثر، إلى جانب الحفرة نفسها، يرد في طبقة رقيقة من الطين الحالي في الحدود الطباشيري-باليوجيني (K–Pg boundary) في جميع أنحاء العالم. ;في أواخر 1970، حسبما ذكر والتر ألفاريز وزملاؤه أنه احتوى على تركيز عال بشكل غير طبيعي من الإيريديوم  فوصلت مستويات الإيريديوم في هذه الطبقة إلى 6 أجزاء من البليون من الوزن أو أكثر مقارنة مع 0.4 لقشرة الأرض ككل؛ وفي مقارنة أخرى، يمكن أن يحتوي النيازك على حوالي 470 أجزاء من البليون من هذا العنصر. فكان الافتراض بأن الإيريديوم قد انتشر في الجو عندما تم تبخر المذنب واستقر عبر سطح الأرض بين المواد الأخرى التي أنشأها الأثر، وأنتج طبقة من الطين المخصب بالإيريديوم.

## نظرية الأثر المتعدد
في السنوات الأخيرة، تم اكتشاف العديد من الحفر الأخرى التي حدثت في نفس الزمن المفترض لحفرة تشيكشولوب، بين خطي عرض 20 جميع ° N و70 ° N. ومن الأمثلة على ذلك المناطق المتنازع عليها  حفرة Silverpit في بحر الشمال وفوهة البركان بولتيش في أوكرانيا  وكلاهما أصغر بكثير من تشيكشولوب، ولكن من المرجح أن يكون ناجما عن العديد من الأشياء التي ضربت الأرض عشرات الأمتار بعيدا عن هذا القطر. وقد أدى ذلك إلى فرضية أن تأثير تشيكشولوب قد يكون واحدا فقط من العديد من الآثار التي وقعت تقريبا في نفس الوقت. وفكرة أخرى محتملة حيث يعتقد أن فوهة البركان شيفا قد تشكلت في نفس الوقت وهي الأكبر، على الرغم من حالة الهيكل باعتبارها الحفرة المتنازع عليها.
اصطدام المذنب شوميكار-ليفي 9 مع كوكب المشتري في عام 1994 أظهرت أن تفاعلات الجاذبية يمكن أن تتسبب في انفلات شظية كمذنب، مما يؤدي إلى العديد من التأثيرات على مدى بضعة أيام إذا كان المذنب ينبغي أن يصطدم مع كوكب. والمذنبات تخضع لتفاعلات الجاذبية مع انبعاثات الغاز العملاقة، والاضطرابات والاصطدامات المماثلة من المرجح جدا أن يكون قد حدث مثلها في الماضي. وهذا السيناريو قد حدث على الأرض في نهاية العصر الطباشيري، حيث أن شيفا وحفرة تشيكشولوب قد تم تشكلهما منذ 300,000 سنة.
في أواخر عام 2006، كين ماكلويد، وهو أستاذ جيولوجيا من جامعة ميسوري، قد أنجز تحليلا للرواسب تحت سطح المحيط، معززا نظرية الأثر الواحد. فأجرى ماكلويد تحليله لما يقرب من 4,500 كم (2,800 ميل) من الحفرة تشيكشولوب للسيطرة على التغيرات المحتملة في تكوين التربة في موقع التأثير، في حين لا تزال قريبة بما فيه الكفاية كى تتأثر بالاصطدام. وكشفت التحاليل أن هناك طبقة واحدة فقط من بقابا الحطام في الرواسب، والتي أشارت إلى وجود تأثير واحد فقط. أنصار الآثار المتعددة مثل جبرتا كيلر توافق النتائج المسماة «بدلا مستديما ومفرطا» ولا تتفق مع ختام تحليل ماكلاود، بحجة أنه قد تكون هناك ثغرات فقط من ساعات إلى أيام بين الآثار في سيناريو التأثير المتعدد (راجع شوميكار-ليفي 9) الذي لن يترك أي فجوة ملموسة في الرواسب.

## الملاحظات
1. ↑  "PIA03379: Shaded Relief with Height as Color, Yucatan Peninsula, Mexico". Shuttle Radar Topography Mission. ناسا. مؤرشف من الأصل في 2017-03-13. اطلع عليه بتاريخ 2010-10-28.
2. ↑  قالب:Cite Earth Impact DB
3. 1 2  Penfield.
4. ↑  Renne, Ludwig & Karner 2000
5. ↑  Schulte, et al.
6. ↑  Rincon.
7. ↑  Short, Sr.، Nicholas M. "Crater Morphology; Some Characteristic Impact Structures". NASA. مؤرشف من الأصل في 4 فبراير 2012. اطلع عليه بتاريخ March 2010. {{استشهاد ويب}}: تحقق من التاريخ في: |تاريخ الوصول= (مساعدة)[وصلة مكسورة]
8. ↑  Verschuur, 20-21.
9. 1 2  Bates.
10. ↑  Verschuur, 20.
11. ↑  وينرب.
12. ↑  Mason.
13. ↑  Hildebrand, Penfield, et al.
14. ↑  وهيلدبراند قد صادف: "رواسب من الركام مشابهة تتواجد في جميع أنحاء الساحل الجنوبي لأمريكا الشمالية [...] تشير إلى أن شيئا غير عادي حدث هنا"
15. 1 2  Morás.
16. ↑  Frankel, 50.
17. ↑  Hildebrand interview.
18. ↑  ميلوش، أجرى مقابلة.
19. ↑  Melosh. "على أرض الواقع، لك أن تتخيل تأثيرا مماثلا لفرن الشواء،الذى يستمر لمدة ساعة تقريبا [...] مما يتسبب في حرائق الغابات الشاملة."
20. ↑  هيلدبراند، بنفيلد، وآخرون.; 5.
21. ↑  Perlman.
22. ↑  البابا، أوكامبو، وآخرون.
23. ↑  Lomax، B. (2001). "Rapid (10-yr) recovery of terrestrial productivity in a simulation study of the terminal Cretaceous impact event". Earth and Planetary Science Letters. ج. 192 ع. 2: 137–144. Bibcode:2001E&PSL.192..137L. DOI:10.1016/S0012-821X(01)00447-2. مؤرشف من الأصل في 2020-04-26. اطلع عليه بتاريخ 2010-05-08. {{استشهاد بدورية محكمة}}: الوسيط author-name-list parameters تكرر أكثر من مرة (مساعدة)
24. ↑  Winemiller، Terance L. (2007)، "The Chicxulub Meteor Impact and Ancient Locational Decisions On the Yucatán Peninsula, Mexico: the Application of Remote Sensing, GIS, and GPS in Settlement Pattern Studies"، Tampa, Florida: American Society for Photogrammetry and Remote Sensing https://web.archive.org/web/20170810112923/http://asprs.org/a/publications/proceedings/tampa2007/0080.pdf، مؤرشف من الأصل (PDF) في 2017-08-10، اطلع عليه بتاريخ 2012-10-02 {{استشهاد}}: الوسيط |title= غير موجود أو فارغ (مساعدة)
25. ↑  Alvarez, W. interview.
26. ↑  Alvarez.
27. ↑  Web Elements.
28. ↑  Quivx.
29. ↑  Mayell.
30. ↑  Riddle، Dawne (ديسمبر 2009). "Silverpit "not crater"". سيلفر بت جمعية لندن الجيولوجية. مؤرشف من الأصل في 2019-03-30. اطلع عليه بتاريخ 2013-04-10.
31. ↑  ستيوارت ، ألين.
32. ↑  كيلي، جوروف.
33. ↑  ستيوارت.
34. 1 2  Mullen, "Multiple Impacts".
35. 1 2 3  "Mass extinctions: I am become Death, destroyer of worlds". The Economist. 22 أكتوبر 2009. مؤرشف من الأصل في 2014-12-16. اطلع عليه بتاريخ 2009-10-24.
36. ↑  مولن، "شيفا".
37. ↑  Weisstein.
38. ↑  من.
39. ↑  دونهام.